# Hipparchia
Pour autre significations du nom hipparchia, voir Hipparchia (homonymie).
Hipparchia (en grec ancien Ἱππαρχία / Hipparkhía) est une philosophe cynique grecque de la fin du IVe siècle av. J.-C., sœur de Métroclès et épouse de Cratès de Thèbes.

## Sources antiques
La plupart des indications biographiques sur Hipparchia proviennent des Vies, doctrines et sentences des philosophes illustres de Diogène Laërce. Le livre VI de cette doxographie du IIIe siècle consacre trois paragraphes à la philosophe. Comme le souligne Marie-Odile Goulet-Cazé, il ne s'agit pas véritablement d'une Vie d'Hipparchia, mais plutôt d'une digression intercalée dans la Vie de Cratès.
Les autres sources antiques sont plus éparses et moins fiables. Une épigramme d'Antipatros de Sidon, reprise dans l’Anthologie Palatine, se présente comme une déclaration d'Hipparchia. La Souda lui attribue quelques ouvrages. Enfin, plusieurs lettres du corpus cynique lui sont adressées et complètent à plusieurs égards la biographie de Diogène Laërce.

## Biographie
En dépit de l'intérêt de la philologie moderne, la vie d'Hipparchia reste méconnue. La seule indication un peu absolue est fournie par la Souda, dictionnaire d'époque byzantine, qui fixe son floruit vers la 111e olympiade (entre -336 et -333). Cette datation correspond assez mal aux autres informations biographiques qui ont pu être réunies. Cratès a commencé à être actif en tant que philosophe à partir de la 113e olympiade (entre -328 et -325). Il aurait par conséquent dix ans de moins qu'Hipparchia. En somme « ces conclusions semblent peu vraisemblables ». Les enseignements de la Souda étant plutôt sujet à caution, l'indication chronologique est probablement inexacte.
Hipparchia est née à Maronée en Thrace, vraisemblablement dans un milieu social favorisé. Garcia González conjecture que la famille d'Hipparchia a quitté la Thrace pour Athènes à la suite de l'invasion de Philippe de Macédoine en -355. Cette supposition reste hypothétique mais elle permettrait d'expliquer partiellement le parcours philosophique d'Hipparchia : étrangère à la société athénienne, elle serait d'autant plus disposée à relativiser les normes morales de la cité.
Son frère, Métroclès, s'oriente vers une carrière philosophique. Il adhère initialement à l'école péripatéticienne, alors dirigée par Théophraste. Il la quitte soudainement, s'estimant déconsidéré à la suite d'un incident honteux (il lâche une flatulence pendant un discours). Désespéré, il s'enferme chez lui et entreprend de se laisser mourir de faim. Cratès de Thèbes tire parti de cette occasion pour lui exposer les éléments fondamentaux de la philosophie cynique. Il lui montre que cet incident honteux n'est qu'un phénomène purement naturel. Pour Luis E. Navia, cette anecdote est une excellente illustration de la méthode cynique : Metroclès prend conscience de sa condition humaine et parvient à dépasser l'attachement aux convenances et aux bonnes manières prescrit par les Péripatéticiens.

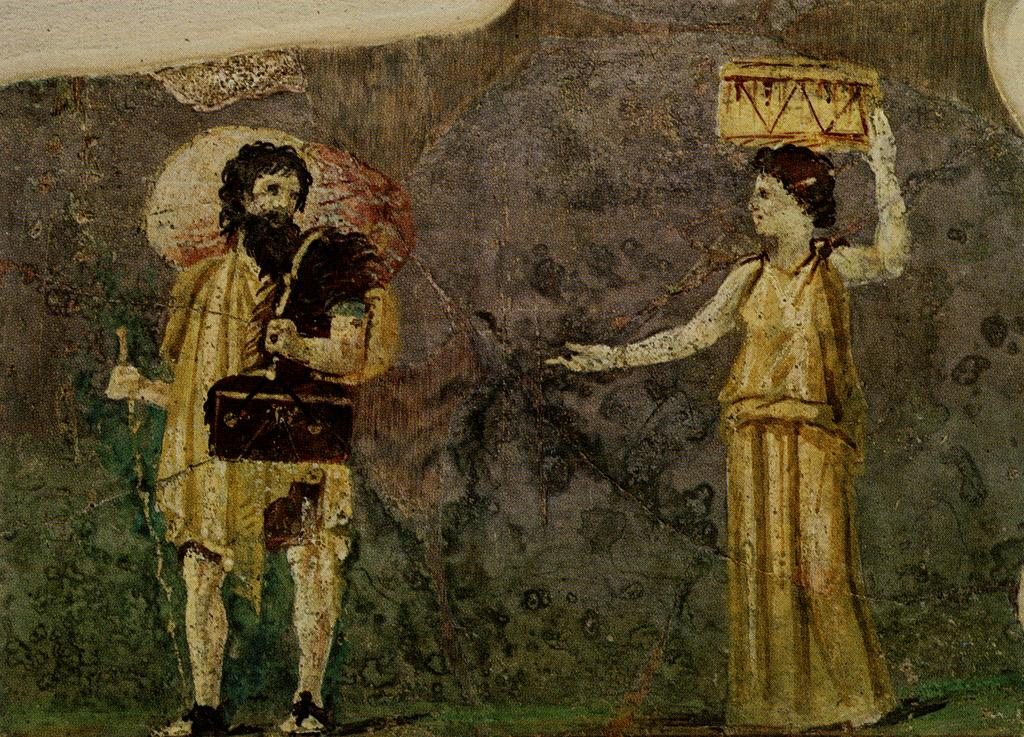
Les philosophes Cratès de Thèbes et Hipparchia, fresque murale dans le jardin de la Villa Farnesina, à Rome (vers Ier siècle de notre ère).

Devenu l'élève de Cratès, Métroclès présente son maître à Hipparchia. Celle-ci s'éprend de lui. Elle refuse les prétendants les plus riches et menace de se suicider si ses parents ne lui permettent pas de l'épouser. Ces derniers acceptent de le rencontrer. Cratès se déshabille devant eux, en adressant ce discours à Hipparchia : « Voilà ton fiancé et tout son avoir, décide-toi en conséquence, car tu ne saurais être ma compagne à moins d'adopter aussi mes habitudes de vie ». Hipparchia n'hésite pas : elle conclut avec Cratès un mariage de chien (ϰυνογαμίαν).
Dans une épigramme d'Antipatros de Sidon, Hipparchia témoigne. Comme les cyniques, elle vit dans la rue ; elle fait l'amour avec son mari aux yeux des passants. Par contraste avec le rôle effacé des femmes grecques, Hipparchia et son mari font tous leurs déplacements ensemble. Elle investit des lieux traditionnellement réservés aux hommes comme les banquets. C'est à l'occasion d'un banquet qu'elle formule un sophisme célèbre. Théodore l'Athée l'apostrophe avec une remarque empreinte de la morale traditionnelle : « Qui donc a laissé sa navette sur le métier ? ». Elle lui répond : « C'est bien moi, Théodore. C’est moi, Théodore, mais ce faisant, crois-tu donc que j’ai mal fait, si j’ai employé à l’étude tout le temps que, de par mon sexe, il me fallait perdre au rouet ? »
Hipparchia et Cratès auraient eu deux enfants, Pasiclès et une fille anonyme. Pasiclès a probablement été nommé d'après le frère homonyme de Cratès, Pasiclès, un philosophe mégarique. Selon une anecdote rapportée par Ératosthène, Cratès a conduit son fils au bordel afin de le préparer aux principes de la vie maritale cynique. Dans la même optique, il aurait marié sa fille après l'avoir mise à l'essai pendant un mois.

## Œuvres
- Hypothèses philosophiques
- Épichérèmes
- Questions à Théodore l’Athée.

## Postérité

### Art contemporain
- Hipparchia figure parmi les 1 038 femmes référencées dans l'œuvre d’art contemporain The Dinner Party (1979) de Judy Chicago. Son nom y est associé à Aspasie[11],[12].
- La philosophe française Michèle Le Doeuff a intitulé son ouvrage "L'étude et le rouet. Des femmes, de la philosophie, etc." (1989) en référence au commentaire d'Hipparchia[13].
- La bedeiste néerlandaise Barbara Stok a consacré une bande dessinée à la vie de Hipparchia intitulée "La philosophe, le chien et le mariage" (2022)[14]

### Sources antiques
- Diogène Laërce, Vies, doctrines et sentences des philosophes illustres [détail des éditions] (VI, 96-98)

### Éditions scientifiques
- Diogène Laërce, Vie et doctrine des philosophes illustres, Le Livre de poche, 1999, 1400 p. (ISBN 978-2-253-13241-7), p. 760-761 .
- (en) Luis Navia, Classical Cynicism : A Critical Study, Wesport (Conn.), Greenwood Press, 1996, 227 p. (ISBN 0-313-30015-1, lire en ligne)

### Études modernes
- [Goulet-Cazé 1986] Marie-Odile Goulet-Cazé, « Une liste de disciples de Cratès le Cynique en Diogène Laërce 6, 95 », Hermes, no 114,‎ 1986, p. 247-252
- [González 2000] Jesús María Garciá González et Pedro Pablo Fuentes González, « Hipparchia de Maronée », dans Richard Goulet (dir.), Dictionnaire des philosophes antiques, t. III, Paris, CNRS éditions, 2000, 742-750 p.
- Henrion L., La Conception de la nature et du rôle de la femme chez les philosophes cyniques et stoïciens, thèse, Liège, 1942-3, et la cité, Paris 4, 1997.
- Hugues Lethierry et al., Hipparchia mon amour, Brissac, Petit Pavé, 2015, 193 p. (ISBN 978-2-84712-463-7)
- Gilles Ménage, Histoire des femmes philosophes (Mulierum philosopharum historia), Paris, Arléa, 2006 (1690).
- Régine Pietra, Les femmes philosophes de l'Antiquité gréco-romaine, L'Harmattan, 1997.